# Hejnał wrocławski
Hejnał Wrocławski – melodia grana przez trębacza w każdą niedzielę o godzinie 12.00 z wieży ratuszowej.
Hejnał Wrocławski został utworzony z czterech pierwszych taktów starej dolnośląskiej pieśni ludowej We Wrocławiu na rynecku. Tradycja grania hejnału wrocławskiego sięga 1601 roku.